# ناباداگاهاواتا
ناباداگاهاواتا (به لاتین: Nabadagahawatta) یک منطقهٔ مسکونی در سری‌لانکا است که در استان مرکزی (سری‌لانکا) واقع شده‌است.